# Laski (Petite-Pologne)
Pour les articles homonymes, voir Laski.
Laski est une localité polonaise de la gmina de Bolesław, située dans le powiat d'Olkusz en voïvodie de Petite-Pologne.